# Сарнова (Конінський повіт)
Сарнова (пол. Sarnowa) — село в Польщі, у гміні Слесін Конінського повіту Великопольського воєводства. У 1975-1998 роках село належало до Конінського воєводства.